# István, a király
Az István, a király a legnépszerűbb magyar rockopera, melynek zenéjét Szörényi Levente szerezte, szövegkönyvét pedig Bródy János írta Boldizsár Miklós Ezredforduló című drámája alapján 1977-ben. Első bemutatója 1983. augusztus 18-án volt Budapesten, a városligeti szánkózódombon, amely ekkor kapta a Királydomb nevet, és ma már hivatalosan is így nevezik. Az ősbemutató és az ahhoz készült film díszletét Lorenz Klotz tervezte.
ISWC lajstromjele T-007.132.782-6 (bejegyezve az ARTISJUS, az APRA és a GEMA ügynökségnél).

## Cselekmény
A mű a Géza fejedelem halála utáni helyzetet, az István és legnagyobb ellenfele, Koppány vezér közötti hatalmi összeütközést dolgozza fel.
A darab 4 részből áll:
• Az Örökség;
• Esztergom;
• Koppány Vezér;
• István, a Király.
Színházi verzióban általában 2-2 rész alkotja a két felvonást.
(Dőlt betűvel az egyes számok címei olvashatók.)

### Az Örökség
Az Illés együttes száma nyitja a művet: „Te kit választanál?” (T-007.132.833-0) A dal felütésként teszi fel a nép kérdését: Vajon a két rivális közül ki maradhat hatalmon?
Menet érkezik, a külföldről érkezett keresztény papok Isten áldását kérve vonulnak be, latinul énekelve: „Veni Lumen cordium!” „Töltsd el szívünk, fényesség!” A többi külföldi pappal együtt megérkezik Asztrik is. Felcsendül Gizella és István fohásza is, amint összeházasodnak, majd a térítők és a nép együtt imádkozik a párért: „Veni lumen cordium! Veni Sancte Spiritus! Alleluia!”
Az emelkedettséget a három mindig elégedetlen, az elveiket bármikor megváltoztatni képes, haszonleső magyar úr, Sur, Solt és Bese törik meg: „Volt is, lesz is…!” Belépő daluk előre bemutatja őket: „Gyarló az ember!”
A templomban Koppány vezér keresztény leánya, a szép és fiatal Réka imádkozik: „Ó Istenem, nézd el nekünk, hogy nem vagyunk még hozzád méltók…! Az ájtatosságot apja egyik pogány embere, Laborc szakítja félbe, aki megdorgálja a lányt, mert elutasítja az „idegen, csak latinul értő” új istenképet: „Nem kell olyan isten!”(T-007.132.812-5)
Gyászmenet jelenik meg a színen, Géza fejedelem koporsójával. A kórus latin imával kér az elhunyt lelkének irgalmat: „Kyrie eleison”, majd Asztrik elbúcsúztatja Gézát. István gyászos monológját váratlanul Koppány zavarja meg magának követelve a trónt, mert azt reméli, hogy Géza halála feloldja esküjét, mely szerint a trón Istvánt illeti. A nép egy része is mellé áll, konfliktus éleződik. István azonban emlékezteti Koppányt esküjére, és a nép két táborra szakadva egymás ellen fordultan kiabálják a maguk pártfogoltjának nevét. Koppány az ellenállást látva népével együtt dühösen elviharzik, az elkeseredett István pedig imájába menekülve könyörög az Istenhez segítségért, majd hűségesküt tesz Géza sírjára: „Nincs más út, csak az Isten útja!”
A konfliktushelyzet feszültségében a helyszínen maradt Réka esdeklő hangja sejlik fel a távolban, melyben Istenhez könyörög békéért: „Adj békét, Uram!” István és népe is átveszi a könyörgést, melyet a végén Asztrik szentesít az iménti rigmus latin megfelelőjével: „Da pacem, Domine! Da pacem, Domine!”
Végül mindenki csendben elvonul, ezzel zárul az első rész.

### Esztergom
Istvánt és anyját, Saroltot regősök látogatják meg: „Üdvöz légyen Géza fia!”, ám amikor felemlegetik a dicső múltat, Sarolt ezt lázításként veszi, és elfogatja őket. Ebbe a jelenetbe csöppen Laborc, aki Koppány követeként kéri Saroltot: „Koppány küldött, jó úrnőm” – azért, hogy az ősi hagyomány szerint Koppányhoz menjen nőül, ezzel emelvén őt fejedelemmé. A már amúgy is ingerült Saroltot Koppány kérése mellett Laborc fölényessége illetve lojalitása küldője iránt csak még jobban felbőszíti: Rikoltva egyértelműsíti, hogy a fejedelmi címet kizárólag fia, István kapja meg "tűzzel-vassal, hogyha kell", Laborcot pedig aljas hitszegőnek bélyegezvén felakasztatja. Testőrei azonnal lerohanják és elhurcolják, közben Sarolt maga elé füstölög: „Mit képzel Koppány?!”
E mondatát visszhangozva jelennek meg a haszonleső főurak, Sur, Solt és Bese, akik István jóindulatát igyekeznek megnyerni: „Abcúg Koppány!” Istvánra azonban nem hat a hízelgés. Elkergeti az főurakat, majd magába roskad, engedvén kétségeinek, ám anyja erőt ad neki: „István, fiam!”
Gizella eközben egy német kísérőjével, Vecellinnel múlatja az időt. Sem a magát elhanyagoltnak érző fiatal asszony, sem a harcolni és birtokokat szerezni vágyó lovag nem örül István elfoglaltságainak: „Jaj, de unom a politikát…”(T-007.132.838-5)
(Az első változatban még nem volt benne ez a dal, csak később az 1984-ben közzétett királydombi ősbemutató OST hanglemezén majd az 1990-es népstadioni előadásban volt hallható először, ezután került be a későbbi előadásokba is.)
Asztrik, a térítők vezetője Istvánt teszi meg fejedelemmé, amit a nép ünneplése kísér: „Fejedelmünk, István!”
A trónra emelés után István imájával Istenhez fordul: „Oly távol vagy tőlem, és mégis közel”. Réka feltűnésével a dal duetté alakulva zárja a második részt/az első felvonást.

### Koppány vezér
Koppány vezér és sámánja Torda népgyűlést tartanak. Koppány rabságként fogja fel a papok térhódításait, a kereszténység ellen lázít. Támogatói közben és a végén kórusban bíztatják, „Szállj fel, szabad madár” (T-007.132.829-4 – Ez a koronázás mellett talán a darab másik legnépszerűbb jelenete.)
Koppányt közben három felesége, Picur, Enikő és Boglárka igyekszik az államügyektől elcsábítani: „Te vagy a legszebb álmunk!” A vezérnek azonban a készülő küzdelem minden idejét lefoglalja,
és közben a három haszonleső főúr sem adja fel: Ha nem István, akkor Koppány oldalán próbálják eladni magukat: „Abcúg, István", ám Koppány becstelenségnek tartja az ily módon szerzett győzelmet, így hamar megunja álnok ötleteik, ő is elzavarja őket. Torda viszont a kihasználja ezt, és tovább tüzeli a vezér harci kedvét: „Minden eszköz, mely a trónra téged juttat, elfogadható, mert szent a cél”. Koppány azonban a tisztességes harc mellett dönt és az ősi istenségek ill. szellemek támogatását kéri Torda közvetítésével: „Áldozatunk fogadjátok, amit kérünk, megadjátok.” (T-007.132.852-3) (A 2008-as Társulat-féle változatban ezt a dalt ún. „a táltosasszony" énekli.)
A harci tüzet Réka igyekszik oltani: rémálmáról mesél atyjának, akit árulóként, felnégyelve, a négy legnagyobb vár fokára tűzve látott álmában. Azonban hiába kéri apját, Koppány nem hallgat rá: Lelke feszültségeit kiadva magyarázni kezdi lányának, hogy miért alakultak így a dolgok.(„Elkésett a békevágy”) Váratlanul István is megjelenik a színen, aki felajánlja, hogy békés úton átadja a hatalmat a vezérnek, ha az elfogadja Rómát és a nyugat felé forduló jövőt: „Tiéd a trón, ha vállalod, mit meg kell tenned. Kezünkben van egy nép és az ország sorsa; Rómába vezet minden út, vagy a pusztulásba.” Koppány azonban ily módon nem fogadja el a hatalmat.
Torda érkezik a hadba a hívó jellel: „Véres kardot hoztam!”.(T-007.132.849-8) Megkezdődik a csata, a „Fejedelmünk István” zenéje belemosódik a „Véres kardot hoztam” zenéjébe, majd átveszi a dominanciát:
A csatában Koppány vezér serege megsemmisítő vereséget szenved. A vérmezőn egy krónikás kezdi énekében elsiratni az áldozatokat a a békével együtt. („Gyászba öltözött csillagom”)

### István, a király
Asztrik bűnbánatot hirdet Koppány népének illetve serege túlélőinek, majd Esztergom felé menetelve a térítők feloldozást osztanak: „Töltsd el szívünk fényesség!”
A győzelmet ünnepelve mindenki dicsőségben ünnepli Istvánt: A német lovagok, Asztrik és a térítők, és Sarolt is. „Hála néked, fejedelem!” (T-007.132.779-1) De még a három főúr is bepróbálkozik birtokért ill. jutalomért tarhálva, de István dühösen elhajtja őket. A lakoma zajában érkezik Réka és kísérete, akik kérésükkel Istvánhoz fordulnak: „Halld meg, Uram, a kérésem!” A fiatal lány atyja holttestét kéri, hogy tisztességgel eltemethesse. István hajlana is a szépséges lány kérésére, de Sarolt bedühödve árulást kiált, és elkergeti Rékát, majd kiadja a parancsot: Koppányt „Felnégyelni!” István lelkileg teljesen összeomlik, mindenkit elzavar maga mellől majd – hasonlóan az esztergomi felvonás végéhez, – kétségbeesésében Istenhez fordul tanácsért, ám most a szomorú Gizella is becsatlakozik, részben megismételve házassági fogadalma előtti imáját Istenhez, s egymást megbékítve lelkileg duettben éneklik: „Oly távol vagy tőlem…”.
Koppányt ezután felnégyelik, a nép pedig Istent győzelmét dicséri: „Gloria in Excelsis Deo”.
Asztrik Isten nevében, a pápától kapott szent koronával királlyá koronázza Istvánt, akit az egész magyarság ünnepelni kezd: „Felkelt a napunk!” (T-007.132.761-1).
István uralkodóként először Istenhez szól:
```
„Király vagyok, Uram, a Te akaratodból, minden magyarok királya, és én azt akarom, hogy ennek a népnek országa legyen! Veled, Uram, de Nélküled!”
```

(T-931.946.784-0)

## Szereposztás
|                             | Városliget – Filmforgatás (1983)  | Népstadion (1990)       | Esztergom (2002)          | Csíksomlyó (2003)           | Budapest Aréna (2008)              | Szeged, Aréna (2013)         | Városliget (2015) | Bartók Plusz Operafesztivál, Miskolc (koncert-változat, 2018) | Bajai Szabadtéri Színpad (2018) | Budapesti Operettszínház                                   | Operaház / Erkel Színház (szimfonikus operaváltozat, 2020-2021)                       | Jubileumi előadás (2023)           |
| --------------------------- | --------------------------------- | ----------------------- | ------------------------- | --------------------------- | ---------------------------------- | ---------------------------- | ----------------- | ------------------------------------------------------------- | ------------------------------- | ---------------------------------------------------------- | ------------------------------------------------------------------------------------- | ---------------------------------- |
| István                      | Pelsőczy László / Varga Miklós    | Varga Miklós            | Tóth Sándor               | Varga Miklós                | Feke Pál                           | Feke Pál                     | Varga Miklós      | Feke Pál                                                      | Kocsis Dénes                    | Veréb Tamás Kocsis Dénes Sándor Péter                      | Boncsér Gergely (2020) Nyári Zoltán (2021) Pataki Adorján (2021) Pataky Dániel (2020) | Koltai-Nagy Balázs                 |
| Sarolt(a)                   | Berek Kati                        | Császár Angela          | Császár Angela            | Kováts Kriszta              | Éder Enikő                         | Udvaros Dorottya             | Keresztes Ildikó  | Éder Enikő                                                    | Polyák Lilla                    | Polyák Lilla Siménfalvy Ágota                              | Komlósi Ildikó Meláth Andrea (2020) Wiedemann Bernadett (2021)                        | Schell Judit                       |
| Gizella                     | Sára Bernadette                   | Kováts Kriszta          | Csomor Csilla             | Fazakas Júlia               | Simon Boglárka                     | Radnay Csilla Simon Boglárka | Danics Dóra       | Simon Boglárka                                                | Maros Bernadett                 | Maros Bernadett Drahos Evelin Halasi Bianka Zámbó Brigitta | Rácz Rita Kriszta Kinga                                                               | Horányi Juli                       |
| Asztrik                     | Victor Máté                       | Victor Máté             | Jegercsik Csaba           | Tarján Pál                  | Derzsi György                      | László Zsolt                 | Aradi Imre        | László Boldizsár Turpinszky Gippert Béla                      | Homonnay Zsolt                  | Homonnay Zsolt Magócs Ottó                                 | Kovácsházi István Szappanos Tibor                                                     | Orosz Ákos                         |
| Sebestyén / Papok / Térítők | Juhász Jácint                     | Nagy Gábor, Győri Péter | Mihály Pál Tolnai Miklós  | Hajdú Ádám Knapiczius János | Lantos Tamás                       |                              |                   | -                                                             |                                 |                                                            | -                                                                                     | Táncegyüttesek                     |
| Vecel(l)in                  | Balázsovits Lajos                 | Benkő Péter             | Pavletits Béla            | Molnár Zoltán               | Wunderlich József                  | Makranczi Zalán              | Kocsis Tibor      | Szakonyi Milán                                                | Gömöri András Máté              | Gömöri András Máté                                         | Nagy Zoltán (2020) Dobák Attila (2021)                                                | Kardos Horváth Janó                |
| Hont                        | Körtvélyessy Zsolt                | Jakab Csaba             | Szatmári Attila           | Lengyel Szabolcs            | Koroknai Árpád                     | Józan László                 |                   | Mészáros Tamás                                                |                                 | Imre Roland                                                | Matyó Márió (2021)                                                                    | Vecelin énekelte a szövegét        |
| Pázmány                     | Halmágyi Sándor                   | Csengeri Attila         | Bede-Fazekas Szabolcs     | Schmidt Ferenc              | Aradi Imre                         | Farkas Dénes                 |                   | Fehér Gábor                                                   |                                 | Miklós Attila                                              | Tarnai Dávid (2021)                                                                   | Asztrik énekelte a szövegét        |
| Koppány                     | Vikidál Gyula                     | Vikidál Gyula           | Gazdag Tibor              | Vikidál Gyula               | Vadkerti Imre                      | Stohl András                 | Feke Pál          | Vadkerti Imre                                                 | Dolhai Attila                   | Feke Pál Dolhai Attila Mészáros Árpád Zsolt                | Cseh Antal (2020) Molnár Levente (2021) Szegedi Csaba                                 | Baricz Gergő                       |
| Torda                       | Deák Bill Gyula                   | Deák Bill Gyula         | Csengeri Attila           | Novák Péter                 | Tóth Attila                        | Novák Péter                  | Deák Bill Gyula   | Szomor György                                                 | Szomor György                   | Szomor György György-Rózsa Sándor                          | Balczó Péter (2021) László Boldizsár Varga Donát (2020)                               | Köteles Leander                    |
| Laborc                      | Nagy Feró                         | Nagy Feró               | Kaszás Attila             | Kátai István                | Varga Lajos                        | Szemenyei János              | Nagy Feró         | Szemenyei János                                               | Kerényi Miklós Máté             | Kerényi Miklós Máté Szerémy Dániel Serbán Attila           | Fekete Attila (2021) Szemenyei János (2020) , Turpinszky Gippert Béla (2020)          | Borbély Richárd                    |
| Réka                        | Kovács Ottilia / Sebestyén Márta  | Sebestyén Márta         | Auksz Éva                 | Kovács Ágnes Anna           | Herczeg Flóra                      | Tompos Kátya                 | Radics Gigi       | Tóth Gabi                                                     | Gubik Petra                     | Gubik Petra / Kardffy Aisha                                | Balga Gabriella (2020) Máthé Beáta                                                    | Herczku Ágnes                      |
| Táltos asszony              | -                                 | -                       | -                         | -                           | Fejes Szandra                      | -                            | -                 | -                                                             |                                 |                                                            | Sahakyan Lusine                                                                       | Sena Dagadu                        |
| Boglárka                    | Nyertes Zsuzsa                    | Keresztes Ildikó        | Juhász Judit              | Gecse Noémi                 | Molnár Ágnes                       | Simon Boglárka               |                   | Budapesti Stúdió Kórus                                        |                                 | Dancs Annamari Bódi Barbara                                | Nagy Zsófia                                                                           | Táncegyüttesek                     |
| Picur                       | Hűvösvölgyi Ildikó                | Ábrahám Edit            | Nagyváradi Erzsébet       | Forgács Szilvi              | Töreki Andrea                      | Bánfalvi Eszter              |                   | Budapesti Stúdió Kórus                                        |                                 | Ábrahám Gabriella Faragó Alexandra                         | Simon Krisztina (2020) Topolánszky Laura (2021)                                       | Táncegyüttesek                     |
| Enikő                       | Tóth Enikő                        | Szabó Andrea            | Bede-Fazekas Annamária    | M. Simon Andrea             | Papp Annamária                     | Csépai Eszter                |                   | Budapesti Stúdió Kórus                                        |                                 | Szendy Szilvi Fekete-Kovács Veronika                       | Zavaros Eszter                                                                        | Táncegyüttesek                     |
| Sur                         | Szakácsi Sándor                   | Konrád Antal            | Rancsó Dezső              | O. Szabó István             | Nagy Szilárd                       | Schneider Zoltán             | Czeglédi Ákos     | Szakonyi Milán                                                |                                 | Szabó P. Szilveszter Langer Soma                           | Kőrösi András                                                                         | Pallag Márton                      |
| Solt                        | Sörös Sándor                      | Incze József            | Baranyi Péter             | Domokos László              | Kristóf István                     | Hevér Gábor                  |                   | Fehér Gábor                                                   | Kiss Zoltán                     | Pálfalvy Attila Földes Tamás                               | Megyesi Zoltán Rezsnyák Róbert (2020)                                                 | Krisztik Csaba                     |
| Bese                        | Balázs Péter                      | Forgács Péter           | Botár Endre               | Győry András Botond         | Mező Zoltán                        | Znamenák István              |                   | Mészáros Tamás                                                |                                 | Mészáros Árpád Zsolt Kiss Zoltán Langer Soma               | Mukk József (2020) Rezsnyák Róbert (2021) Szerekován János (2020)                     | Andrássy Máté                      |
| Krónikás / Öreg regös       | Bródy János                       | Bródy János             | Szélyes Imre              | Bródy János                 | Bródy János                        | Blaskó Péter 3               | Bródy János       | Fehér Gábor                                                   |                                 |                                                            | Kiss Péter (operaénekes) Kiss Tivadar (2021)                                          | Tóth Csanád                        |
| Krónikások                  | ifj. Csoóri Sándor Koltay Gergely | Balogh Márton           | Sándor Dávid Bordás János | D. Tóth Sándor              | Appelshoffer János Szappanos Tamás | Nagy Feró Varga Miklós       |                   | Szakonyi Milán Fehér Gábor                                    |                                 |                                                            | -                                                                                     | Agócs Gergely, Appelshoffer János  |
| Prológ / Fiatal regös       | Szörényi Levente                  | I/K1                    | I/K/S/R2                  | Lányi Attila                | Szörényi Levente                   | I/K/Gé/A4                    | Szörényi Levente  | Mészáros Tamás                                                |                                 |                                                            | Kiss Tivadar Szeleczki Artúr e.h.                                                     | Magyar Állami Operaház Gyermekkara |
| Krónikás 1                  |                                   |                         |                           |                             |                                    |                              |                   |                                                               |                                 | Angler Balázs Soós Máté Bátor                              | Bátki Fazekas Zoltán                                                                  |                                    |
| Krónikás 2                  |                                   |                         |                           |                             |                                    |                              |                   |                                                               |                                 | Vizi Dávid Czikora István László                           | Káldi Kiss András                                                                     |                                    |
| Gyászoló                    | -                                 | -                       | -                         | -                           | -                                  | -                            | -                 | -                                                             | -                               | -                                                          | Kováts Kolos Szüle Tamás                                                              |                                    |

1. István és Koppány duettje.
2. István, Koppány, Sarolt és Réka közös előadásában.
3. A szerepet Géza fejedelem töltötte be.
4. István, Koppány, Asztrik és a krónikás szerepét betöltő Géza közös előadásában.
A Népstadionban felvett változatban Német lovag szerepben Halmány Sándor is részt vett a produkcióban.

## Alkotók
|             | Városliget (1983) | Népstadion (1990) | Sevilla (1992) | Esztergom (2002) | Csíksomlyó (2003) | Aréna (2008)      | Szeged (2013)  | Városliget (2015) | Budapesti Operettszínház (2018) | Operaház / Erkel Színház (2020) | Jubileumi előadás (2023)                                   |
| ----------- | ----------------- | ----------------- | -------------- | ---------------- | ----------------- | ----------------- | -------------- | ----------------- | ------------------------------- | ------------------------------- | ---------------------------------------------------------- |
| rendező     | Koltay Gábor      | Koltay Gábor      | Koltay Gábor   | Iglódi István    | Novák Ferenc      | Szikora János     | Alföldi Róbert | Novák Péter       | Székely Kriszta                 | Szinetár Miklós                 | Novák Péter                                                |
| koreográfus | Novák Ferenc      | Novák Ferenc      | Novák Ferenc   | Román Sándor     | Novák Ferenc      | Zsuráfszky Zoltán | Vári Bertalan  | Bordás Attila     | Bodor Johanna Lénárt Gábor      | Vári Bertalan                   | Novák Péter, Appelshoffer János, Rémi Tünde, Törteli Nadin |

## Fontosabb bemutatói

### Ősbemutató

A film egyik plakátja (Szyksznian Wanda alkotása)

I. István magyar király szentté avatásának 900. évfordulója előtt két nappal, 1983. augusztus 18-án, a budapesti városligeti Szánkódombon mutatták be. (A köznyelvben a mesterséges kiemelkedést azóta nevezik Királydombnak.) Már az ősbemutatón áttörést hozott: megtörte a kemény rockzenével és a pop műfajjal való, hagyományos színházi gyakorlat szerinti szembenállást. Szereposztása is ezt fejezte ki, hiszen Pelsőczy László, Berek Kati, Sára Bernadette, Hűvösvölgyi Ildikó, Balázs Péter, Balázsovits Lajos színészek mellett a „lázadó” rockerek, jelesül Varga Miklós, Vikidál Gyula, Nagy Feró, Deák Bill Gyula és Victor Máté kapták a főszerepeket. A művet Novák Ferenc koreografálta. Az ősbemutatón a művet 120 ezer néző látta, továbbá mozifilmen, hanglemezen, CD-n és kazettán is megjelent. 2008-ban, a 25 éves jubileum alkalmából digitálisan felújított sztereó hangsávval került forgalomba újra DVD-n.

### Népstadion
A Népstadionban 1990. szeptember 15-én volt a darab premiere. Koppány szerepét Vikidál Gyula kapta, feleségeit Ábrahám Edit, Keresztes Ildikó és Szabó Andrea alakították. Varga Miklós és Sebestyén Márta már nem csupán a hangjukat kölcsönözték Istvánnak, illetve Rékának, hanem ők maguk is alakították a szereplőket.

### Sevilla (Spanyolország)
Az 1992-es sevillai világkiállításon is bemutatták a művet nagy sikerrel. A szereplők többsége megegyezett az ősbemutató előadóival, de itt Sarolt szerepét Kovács Kati játszotta, eredetileg az ősbemutatón is ő játszotta volna ezt szerepet. Koppányét pedig Sasvári Sándor.

### Margitszigeti Szabadtéri Színpad
A Margitszigeti Szabadtéri Színpadon 1995. június 24-én mutatták be a darabot. Koppány szerepe kettős osztásban futott Földes Tamás és Sasvári Sándor között. Koppány feleségei szerepében Papadimitriu Athina mint Boglárka-, Keresztes Ildikó mint Picur-, és Fekete Viktória mint Enikő.

### Esztergom
Videófelvétel készült a 2002. augusztus 17-i felújított változat előadásáról is az Esztergomi Nyári Játékokon. A főszereplő Tóth Sándor és Gazdag Tibor mellett olyan színészek vettek részt a darabban, mint Kaszás Attila és Csengeri Attila. A további szerepekben a Pesti Magyar Színház (régi Nemzeti) társulata volt látható, az előadás rendezője Iglódi István volt. DVD-n a Szörényi-trilógia darabjaként jelent meg.

### Csíksomlyó
20 évvel az ősbemutató után, 2003. július 5-én a székelyföldi Csíksomlyón mutatták be először Erdélyben a rockoperát. Mintegy 350 ezer néző érkezett Erdély valamennyi magyarlakta területéről és Magyarországról az István, a király csíksomlyói bemutatójára. Az előadás táncjeleneteit a Honvéd Táncszínház, valamint a sepsiszentgyörgyi Háromszék Együttes és a csíkszeredai Hargita Nemzeti Székely Népi Együttes táncművészeiből verbuvált csapat mutatta be. A darabot a pünkösdszombati csíksomlyói búcsúk színhelyén, a két Somlyó hegye közötti nyeregben emelt Hármashalom oltárszínpadon vitték színre. A két főszerepre sikerült Varga Miklóst és Vikidál Gyulát visszacsábítani. Az előadás végén a magyar himnusz mellett a székely himnusz is elhangzott. Az eseményt az M1 élőben közvetítette, később DVD-n és videókazettán is megjelent.

### 25 éves jubileumi díszelőadás
A 2008. június 18-án a Papp László Budapest Sportarénában tartott díszelőadás szereplőit a megelőző közel egy évben A Társulat című műsor válogatta ki. Az egyetlen ismertebb szereplő Feke Pál volt, illetve a darabban ismét feltűnt a szerzőpáros is. Ugyanakkor több, addig ismeretlen művész (pl. Derzsi György, Wunderlich József, Vadkerti Imre és Tóth Attila) a bemutatónak köszönhetően ismertséget szerzett és később is aktívak maradtak a színjátszás terén. Ebben a szereposztásban megjelent a Táltosasszony karaktere (akit Fejes Szandra alakított), mely más bemutatókon nem szerepelt a darabban. A 2008. augusztus 20-án vetített filmváltozatot a 2003-ban elhunyt Boldizsár Miklós emlékének ajánlották.

### I.K.3.0
A rockopera kortárs verzióját Alföldi Róbert rendezte meg az ősbemutató 30. jubileumi évfordulójának tiszteletére. Az újragondolt változatot először 2013. augusztus 17-én mutatták be a Szegedi Szabadtéri Játékok keretén belül. Ez az előadás sajátos stílusa miatt nagy vihart kavart, de a hatalmas érdeklődésre tekintettel Szegeden 2013 augusztusában a szokásos kettő helyett három alkalommal adták elő. Az előadást az RTL Klub közvetítette, ez a weben is látható. Augusztus 30-án ismét bemutatták, a budapesti Papp László Sportarénában.

### Az István, a király legnagyobb kőszínházi bemutatói
Szörényi Levente és Bródy János mára már klasszikussá érett rockoperáját először a Nemzeti Színház (ma Pesti Magyar Színház) tűzte műsorára 1985 őszén Kerényi Imre rendezésében. Négy évad alatt több mint kétszázszor mutatták be a darabot. István szerepében Bubik Istvánt és Hirtling Istvánt láthatta az akkori közönség. Koppányt kezdetben Vikidál Gyula, majd az akkor még stúdiós Földes Tamás játszotta. Saroltot Szemes Mari és Császár Angela alakította, Rékaként pedig Kubik Anna és Götz Anna lépett színpadra. Asztrikot Rubold Ödön keltette életre, Tordát pedig a korán elhunyt Ivánka Csaba. Már abban az előadásban is játszott Botár Endre (Bese) és Tahi József (Laborc).
2000-ben ugyanott Iglódi István rendezte újra a darabot. Az István, a királyt a Pesti Magyar Színház színpadán szinte folyamatosan játszották 2012-ig. A 12 év alatt több mint 230 előadást élt meg. A címszerepben Tóth Sándort láthatta a közönség és kezdetben váltótársaként Csengeri Attilát, aki később csak Torda táltost játszotta a színpadon. Saroltot a már több rendezésben is bizonyított Császár Angela alakította 2000-2002, majd 2007-2012 között. A köztes öt évben Pápai Erika formálta meg István anyját. Koppány alakját 2010-ig Gazdag Tibor, majd az utolsó két évadban a fiatal Gémes Antos tette emlékezetessé. Rékát Auksz Éva játszotta 12 éven át, kivéve első gyermeke születése után, mikor Bodnár Vivien vette át tőle a szerepet egy időre. Utóbbi később Gizellaként tért vissza Csomor Csilla helyett, majd őt Szűcs Kinga váltotta a bajor hercegnő szerepében. Tizenkét év alatt egyetlen színész játszotta Asztrikot, az akkor frissen végzett Jegercsik Csaba. Az előadás koreográfusa az ExperiDance Tánctársulat vezetője, Román Sándor volt. Jelmeztervező Rátkai Erzsébet, díszlettervező Csikós Attila volt. A 35 éves jubileum alkalmából több kőszínházi bemutatója is volt. Az egyik a Győri Nemzeti Színházban, melynek a rendezője Forgács Péter, a színház igazgatója,  koreográfus Kováts Gergely Csanád. A címszereplő Nagy Balázs és Másik Lehel.
A másik bemutató a Budapesti Operettszínház előadása, Székely Kriszta rendezésében. Ennek több érdekessége is van. Az első, hogy először vitte színpadra női rendező. A második, hogy sok év után újra musical műfajban játszott Dolhai Attila, aki Koppányt alakította az előadásban. Az előadás bemutatója Baján volt.
Szörényi Levente 75. születésnapja alkalmából a Magyar Állami Operaház felkérte Gyöngyösi Levente kortárs operaszerzőt, hogy készítse el az István, a király tisztán szimfonikus partitúráját. Ugyan a szerzők ragaszkodtak az eredeti műhöz, így inkább csak áthangszerelésről eshetett szó, mégis nagyon izgalmas vállalkozásnak tűnt ez a feladat. A rockopera "karcos" hangja már a múlté, a zene itt-ott fülbemászóan lírai (lásd Réka, Gizella és Koppány asszonyainak lanttal kísért háttere), máshol meg, különösen a nagy kórusjeleneteknél egészen monumentális. Mindenképp más zenei élményt ad a hallgatónak.
Az operaváltozat a pandémia miatt csúszott fél évet, így csak 2020 októberében mutatták be. Az újranyitó évadban, 2021 novemberében visszatért az Erkel Színház színpadára. 2023 áprilisában és májusában újra látható volt a mű ezúttal már a felújított Ybl-palotában.
Az előadás rendezője az Operaház doyenje, címzetes főigazgatója, Szinetár Miklós. Közös pont a korábbi Alföldi-féle rendezéssel a koreográfus (Vári Bertalan) személye. A jelmezeket Velich Rita, a díszletet Horesnyi Balázs tervezte. 
István szerepében először a fiatal lírai tenor, Boncsér Gergely aratott sikert, majd a következő évadban már a népszerű Nyári Zoltán. Szegedi Csaba, Cseh Antal és Molnár Levente baritonra mélyített Koppánya szintén egészen újszerűnek tűnt, egészen erőt sugárzónak. Ki kell még emelni a mindkét évadban színre lépő Komlósi Ildikót, aki nagyon méltóságteljes Saroltot formált meg a színpadon. Továbbá a szinte hipnotikus erőt sugárzó László Boldizsárt, aki Tordaként mutatta meg, miként lehet a tömeget fanatizálni, valamint a szintén az Alföldi-féle rendezésben már bizonyított Szemenyei Jánost Laborc szerepében, aki musicalénekesként kakukktojás volt ebben a társulatban.